# Philipp Etter
Philipp Etter (21 de Dezembro de 1891 - 1958) foi um político da Suíça.
Ele foi eleito para o Conselho Federal suíço em 28 de Março de 1934 e terminou o mandato a 31 de Dezembro de 1959.
Philipp Etter foi Presidente da Confederação suíça em 1939, 1942, 1947 e 1953.